# Archaeopsis
Genre
Archaeopsis est un genre d'algues de la famille des Glaucocystaceae, de l'embranchement des Glaucophyta. 